# Rhyacophila yarlungpa
Rhyacophila yarlungpa är en nattsländeart som beskrevs av Schmid 1970. Rhyacophila yarlungpa ingår i släktet Rhyacophila och familjen rovnattsländor. Inga underarter finns listade i Catalogue of Life.